# Liste des sénateurs des États-Unis pour le Connecticut
Depuis l'indépendance des États-Unis, l'État du Connecticut élit deux sénateurs, membres du Sénat fédéral.
| Sénateur de classe 1 | Sénateur de classe 1                          | Sénateur de classe 1 | Congrès                                        | Sénateur de classe 3 | Sénateur de classe 3                        | Sénateur de classe 3 |
| -------------------- | --------------------------------------------- | -------------------- | ---------------------------------------------- | -------------------- | ------------------------------------------- | -------------------- |
|                      | Oliver Ellsworth (pro-administration)         |                      | 1er (1789-1791)                                |                      | William Samuel Johnson (pro-administration) |                      |
| 2e (1791-1793)       | Oliver Ellsworth (pro-administration)         |                      | Roger Sherman (pro-administration)             |                      |                                             |                      |
| 3e (1793)            | Oliver Ellsworth (pro-administration)         |                      | Roger Sherman (pro-administration)             |                      |                                             |                      |
| 3e (1793-1795)       | Oliver Ellsworth (pro-administration)         |                      | Stephen Mix Mitchell (en) (pro-administration) |                      |                                             |                      |
| 4e (1795-1796)       | Oliver Ellsworth (pro-administration)         |                      | Jonathan Trumbull, Jr. (fédéraliste)           |                      |                                             |                      |
|                      | James Hillhouse (en) (fédéraliste)            |                      | 4e (1796-1797)                                 |                      | Uriah Tracy (en) (fédéraliste)              |                      |
| 5e (1797-1799)       | James Hillhouse (en) (fédéraliste)            |                      |                                                |                      | Uriah Tracy (en) (fédéraliste)              |                      |
| 6e (1799-1801)       | James Hillhouse (en) (fédéraliste)            |                      |                                                |                      | Uriah Tracy (en) (fédéraliste)              |                      |
| 7e (1801-1803)       | James Hillhouse (en) (fédéraliste)            |                      |                                                |                      | Uriah Tracy (en) (fédéraliste)              |                      |
| 8e (1803-1805)       | James Hillhouse (en) (fédéraliste)            |                      |                                                |                      | Uriah Tracy (en) (fédéraliste)              |                      |
| 9e (1805-1807)       | James Hillhouse (en) (fédéraliste)            |                      |                                                |                      | Uriah Tracy (en) (fédéraliste)              |                      |
| 10e (1807)           | James Hillhouse (en) (fédéraliste)            |                      |                                                |                      | Uriah Tracy (en) (fédéraliste)              |                      |
| 10e (1807-1809)      | James Hillhouse (en) (fédéraliste)            |                      | Chauncey Goodrich (en) (fédéraliste)           |                      |                                             |                      |
| 11e (1809-1810)      | James Hillhouse (en) (fédéraliste)            |                      | Chauncey Goodrich (en) (fédéraliste)           |                      |                                             |                      |
|                      | Samuel W. Dana (en) (fédéraliste)             |                      | Chauncey Goodrich (en) (fédéraliste)           | 11e (1810-1811)      |                                             |                      |
| 12e (1811-1813)      | Samuel W. Dana (en) (fédéraliste)             |                      | Chauncey Goodrich (en) (fédéraliste)           |                      |                                             |                      |
| 13e (1813-1815)      | Samuel W. Dana (en) (fédéraliste)             |                      | Chauncey Goodrich (en) (fédéraliste)           |                      |                                             |                      |
| 13e (1813-1815)      | Samuel W. Dana (en) (fédéraliste)             |                      | David Daggett (en) (fédéraliste)               |                      |                                             |                      |
| 14e (1815-1817)      | Samuel W. Dana (en) (fédéraliste)             |                      | David Daggett (en) (fédéraliste)               |                      |                                             |                      |
| 15e (1817-1819)      | Samuel W. Dana (en) (fédéraliste)             |                      | David Daggett (en) (fédéraliste)               |                      |                                             |                      |
| 16e (1819-1821)      | Samuel W. Dana (en) (fédéraliste)             |                      | James Lanman (en) (républicain-démocrate)      |                      |                                             |                      |
|                      | Elijah Boardman (en) (républicain-démocrate)  |                      | James Lanman (en) (républicain-démocrate)      | 17e (1821-1823)      |                                             |                      |
| 18e (1823)           | Elijah Boardman (en) (républicain-démocrate)  |                      | James Lanman (en) (républicain-démocrate)      |                      |                                             |                      |
|                      | Henry W. Edwards (en) (républicain-démocrate) |                      | James Lanman (en) (républicain-démocrate)      | 18e (1823-1825)      |                                             |                      |
| 19e (1825-1827)      | Henry W. Edwards (en) (républicain-démocrate) |                      | Calvin Willey (en) (national-républicain)      |                      |                                             |                      |
|                      | Samuel A. Foot (en) (national-républicain)    |                      | Calvin Willey (en) (national-républicain)      | 20e (1827-1829)      |                                             |                      |
| 21e (1829-1831)      | Samuel A. Foot (en) (national-républicain)    |                      | Calvin Willey (en) (national-républicain)      |                      |                                             |                      |
| 22e (1831-1833)      | Samuel A. Foot (en) (national-républicain)    |                      | Gideon Tomlinson (en) (national-républicain)   |                      |                                             |                      |
|                      | Nathan Smith (en) (national-républicain)      |                      | Gideon Tomlinson (en) (national-républicain)   | 23e (1833-1835)      |                                             |                      |
| 24e (1835)           | Nathan Smith (en) (national-républicain)      |                      | Gideon Tomlinson (en) (national-républicain)   |                      |                                             |                      |
|                      | John Milton Niles (en) (démocrate)            |                      | Gideon Tomlinson (en) (national-républicain)   | 24e (1835-1837)      |                                             |                      |
| 25e (1837-1839)      | John Milton Niles (en) (démocrate)            |                      | Perry Smith (en) (démocrate)                   |                      |                                             |                      |
|                      | Thaddeus Betts (en) (whig)                    |                      | Perry Smith (en) (démocrate)                   | 26e (1839-1840)      |                                             |                      |
|                      | Jabez W. Huntington (en) (whig)               |                      | Perry Smith (en) (démocrate)                   | 26e (1840-1841)      |                                             |                      |
| 27e (1841-1843)      | Jabez W. Huntington (en) (whig)               |                      | Perry Smith (en) (démocrate)                   |                      |                                             |                      |
| 28e (1843-1845)      | Jabez W. Huntington (en) (whig)               |                      | John Milton Niles (en) (démocrate)             |                      |                                             |                      |
| 29e (1845-1847)      | Jabez W. Huntington (en) (whig)               |                      | John Milton Niles (en) (démocrate)             |                      |                                             |                      |
| 30e (1847)           | Jabez W. Huntington (en) (whig)               |                      | John Milton Niles (en) (démocrate)             |                      |                                             |                      |
|                      | Roger Sherman Baldwin (en) (whig)             |                      | John Milton Niles (en) (démocrate)             | 30e (1847-1849)      |                                             |                      |
| 31e (1849-1851)      | Roger Sherman Baldwin (en) (whig)             |                      | Truman Smith (en) (whig)                       |                      |                                             |                      |
|                      | Isaac Toucey (démocrate)                      |                      | Truman Smith (en) (whig)                       | 32e (1851-1853)      |                                             |                      |
| 33e (1853-1854)      | Isaac Toucey (démocrate)                      |                      | Truman Smith (en) (whig)                       |                      |                                             |                      |
| 33e (1854-1855)      | Isaac Toucey (démocrate)                      |                      | Francis Gillette (en) (sol libre)              |                      |                                             |                      |
| 34e (1855-1857)      | Isaac Toucey (démocrate)                      |                      | Lafayette S. Foster (en) (républicain)         |                      |                                             |                      |
|                      | James Dixon (en) (républicain)                |                      | Lafayette S. Foster (en) (républicain)         | 35e (1857-1859)      |                                             |                      |
| 36e (1859-1861)      | James Dixon (en) (républicain)                |                      | Lafayette S. Foster (en) (républicain)         |                      |                                             |                      |
| 37e (1861-1863)      | James Dixon (en) (républicain)                |                      | Lafayette S. Foster (en) (républicain)         |                      |                                             |                      |
| 38e (1863-1865)      | James Dixon (en) (républicain)                |                      | Lafayette S. Foster (en) (républicain)         |                      |                                             |                      |
| 39e (1865-1867)      | James Dixon (en) (républicain)                |                      | Lafayette S. Foster (en) (républicain)         |                      |                                             |                      |
| 40e (1867-1869)      | James Dixon (en) (républicain)                |                      | Orris Sanford Ferry (républicain)              |                      |                                             |                      |
|                      | William Alfred Buckingham (en) (républicain)  |                      | Orris Sanford Ferry (républicain)              | 41e (1869-1871)      |                                             |                      |
| 42e (1871-1873)      | William Alfred Buckingham (en) (républicain)  |                      | Orris Sanford Ferry (républicain)              |                      |                                             |                      |
| 43e (1873-1875)      | William Alfred Buckingham (en) (républicain)  |                      | Orris Sanford Ferry (républicain)              |                      |                                             |                      |
|                      | William W. Eaton (démocrate)                  |                      | Orris Sanford Ferry (républicain)              | 43e (1875)           |                                             |                      |
| 44e (1875)           | William W. Eaton (démocrate)                  |                      | Orris Sanford Ferry (républicain)              |                      |                                             |                      |
| 44e (1875-1876)      | William W. Eaton (démocrate)                  |                      | James E. English (en) (démocrate)              |                      |                                             |                      |
| 44e (1876-1877)      | William W. Eaton (démocrate)                  |                      | William Henry Barnum (en) (démocrate)          |                      |                                             |                      |
| 45e (1877-1879)      | William W. Eaton (démocrate)                  |                      | William Henry Barnum (en) (démocrate)          |                      |                                             |                      |
| 46e (1879-1881)      | William W. Eaton (démocrate)                  |                      | Orville H. Platt (en) (républicain)            |                      |                                             |                      |
|                      | Joseph Roswell Hawley (républicain)           |                      | Orville H. Platt (en) (républicain)            | 47e (1881-1883)      |                                             |                      |
| 48e (1883-1885)      | Joseph Roswell Hawley (républicain)           |                      | Orville H. Platt (en) (républicain)            |                      |                                             |                      |
| 49e (1885-1887)      | Joseph Roswell Hawley (républicain)           |                      | Orville H. Platt (en) (républicain)            |                      |                                             |                      |
| 50e (1887-1889)      | Joseph Roswell Hawley (républicain)           |                      | Orville H. Platt (en) (républicain)            |                      |                                             |                      |
| 51e (1889-1891)      | Joseph Roswell Hawley (républicain)           |                      | Orville H. Platt (en) (républicain)            |                      |                                             |                      |
| 52e (1891-1893)      | Joseph Roswell Hawley (républicain)           |                      | Orville H. Platt (en) (républicain)            |                      |                                             |                      |
| 53e (1893-1895)      | Joseph Roswell Hawley (républicain)           |                      | Orville H. Platt (en) (républicain)            |                      |                                             |                      |
| 54e (1895-1897)      | Joseph Roswell Hawley (républicain)           |                      | Orville H. Platt (en) (républicain)            |                      |                                             |                      |
| 55e (1897-1899)      | Joseph Roswell Hawley (républicain)           |                      | Orville H. Platt (en) (républicain)            |                      |                                             |                      |
| 56e (1899-1901)      | Joseph Roswell Hawley (républicain)           |                      | Orville H. Platt (en) (républicain)            |                      |                                             |                      |
| 57e (1901-1903)      | Joseph Roswell Hawley (républicain)           |                      | Orville H. Platt (en) (républicain)            |                      |                                             |                      |
| 58e (1903-1905)      | Joseph Roswell Hawley (républicain)           |                      | Orville H. Platt (en) (républicain)            |                      |                                             |                      |
|                      | Morgan G. Bulkeley (républicain)              |                      | Orville H. Platt (en) (républicain)            | 59e (1905)           |                                             |                      |
| 59e (1905-1907)      | Morgan G. Bulkeley (républicain)              |                      | Frank B. Brandegee (en) (républicain)          |                      |                                             |                      |
| 60e (1907-1909)      | Morgan G. Bulkeley (républicain)              |                      | Frank B. Brandegee (en) (républicain)          |                      |                                             |                      |
| 61e (1909-1911)      | Morgan G. Bulkeley (républicain)              |                      | Frank B. Brandegee (en) (républicain)          |                      |                                             |                      |
|                      | George P. McLean (en) (républicain)           |                      | Frank B. Brandegee (en) (républicain)          | 62e (1911-1913)      |                                             |                      |
| 63e (1913-1915)      | George P. McLean (en) (républicain)           |                      | Frank B. Brandegee (en) (républicain)          |                      |                                             |                      |
| 64e (1915-1917)      | George P. McLean (en) (républicain)           |                      | Frank B. Brandegee (en) (républicain)          |                      |                                             |                      |
| 65e (1917-1919)      | George P. McLean (en) (républicain)           |                      | Frank B. Brandegee (en) (républicain)          |                      |                                             |                      |
| 66e (1919-1921)      | George P. McLean (en) (républicain)           |                      | Frank B. Brandegee (en) (républicain)          |                      |                                             |                      |
| 67e (1921-1923)      | George P. McLean (en) (républicain)           |                      | Frank B. Brandegee (en) (républicain)          |                      |                                             |                      |
| 68e (1923-1924)      | George P. McLean (en) (républicain)           |                      | Frank B. Brandegee (en) (républicain)          |                      |                                             |                      |
| 68e (1924-1925)      | George P. McLean (en) (républicain)           |                      | Hiram Bingham III (républicain)                |                      |                                             |                      |
| 69e (1925-1927)      | George P. McLean (en) (républicain)           |                      | Hiram Bingham III (républicain)                |                      |                                             |                      |
| 70e (1927-1929)      | George P. McLean (en) (républicain)           |                      | Hiram Bingham III (républicain)                |                      |                                             |                      |
|                      | Frederic C. Walcott (en) (républicain)        |                      | Hiram Bingham III (républicain)                | 71e (1929-1931)      |                                             |                      |
| 72e (1931-1933)      | Frederic C. Walcott (en) (républicain)        |                      | Hiram Bingham III (républicain)                |                      |                                             |                      |
| 73e (1933-1935)      | Frederic C. Walcott (en) (républicain)        |                      | Augustine Lonergan (en) (démocrate)            |                      |                                             |                      |
|                      | Francis T. Maloney (en) (démocrate)           |                      | Augustine Lonergan (en) (démocrate)            | 74e (1935-1937)      |                                             |                      |
| 75e (1937-1939)      | Francis T. Maloney (en) (démocrate)           |                      | Augustine Lonergan (en) (démocrate)            |                      |                                             |                      |
| 76e (1939-1941)      | Francis T. Maloney (en) (démocrate)           |                      | John A. Danaher (en) (républicain)             |                      |                                             |                      |
| 77e (1941-1943)      | Francis T. Maloney (en) (démocrate)           |                      | John A. Danaher (en) (républicain)             |                      |                                             |                      |
| 78e (1943-1945)      | Francis T. Maloney (en) (démocrate)           |                      | John A. Danaher (en) (républicain)             |                      |                                             |                      |
| 79e (1945)           | Francis T. Maloney (en) (démocrate)           |                      | Brien McMahon (démocrate)                      |                      |                                             |                      |
|                      | Thomas C. Hart (républicain)                  |                      | Brien McMahon (démocrate)                      | 79e (1945-1946)      |                                             |                      |
|                      | Raymond E. Baldwin (en) (républicain)         |                      | Brien McMahon (démocrate)                      | 79e (1946-1947)      |                                             |                      |
| 80e (1947-1949)      | Raymond E. Baldwin (en) (républicain)         |                      | Brien McMahon (démocrate)                      |                      |                                             |                      |
| 81e (1949)           | Raymond E. Baldwin (en) (républicain)         |                      | Brien McMahon (démocrate)                      |                      |                                             |                      |
|                      | William Benton (en) (démocrate)               |                      | Brien McMahon (démocrate)                      | 81e (1949-1951)      |                                             |                      |
| 82e (1951-1952)      | William Benton (en) (démocrate)               |                      | Brien McMahon (démocrate)                      |                      |                                             |                      |
| 82e (1952)           | William Benton (en) (démocrate)               |                      | William A. Purtell (en) (républicain)          |                      |                                             |                      |
| 82e (1952-1953)      | William Benton (en) (démocrate)               |                      | Prescott Bush (républicain)                    |                      |                                             |                      |
|                      | William A. Purtell (en) (républicain)         |                      | Prescott Bush (républicain)                    | 83e (1953-1955)      |                                             |                      |
| 84e (1955-1957)      | William A. Purtell (en) (républicain)         |                      | Prescott Bush (républicain)                    |                      |                                             |                      |
| 85e (1957-1959)      | William A. Purtell (en) (républicain)         |                      | Prescott Bush (républicain)                    |                      |                                             |                      |
|                      | Thomas J. Dodd (en) (démocrate)               |                      | Prescott Bush (républicain)                    | 86e (1959-1961)      |                                             |                      |
| 87e (1961-1963)      | Thomas J. Dodd (en) (démocrate)               |                      | Prescott Bush (républicain)                    |                      |                                             |                      |
| 88e (1963-1965)      | Thomas J. Dodd (en) (démocrate)               |                      | Abraham A. Ribicoff (démocrate)                |                      |                                             |                      |
| 89e (1965-1967)      | Thomas J. Dodd (en) (démocrate)               |                      | Abraham A. Ribicoff (démocrate)                |                      |                                             |                      |
| 90e (1967-1969)      | Thomas J. Dodd (en) (démocrate)               |                      | Abraham A. Ribicoff (démocrate)                |                      |                                             |                      |
| 91e (1969-1971)      | Thomas J. Dodd (en) (démocrate)               |                      | Abraham A. Ribicoff (démocrate)                |                      |                                             |                      |
|                      | Lowell P. Weicker Jr. (républicain)           |                      | Abraham A. Ribicoff (démocrate)                | 92e (1971-1973)      |                                             |                      |
| 93e (1973-1975)      | Lowell P. Weicker Jr. (républicain)           |                      | Abraham A. Ribicoff (démocrate)                |                      |                                             |                      |
| 94e (1975-1977)      | Lowell P. Weicker Jr. (républicain)           |                      | Abraham A. Ribicoff (démocrate)                |                      |                                             |                      |
| 95e (1977-1979)      | Lowell P. Weicker Jr. (républicain)           |                      | Abraham A. Ribicoff (démocrate)                |                      |                                             |                      |
| 96e (1979-1981)      | Lowell P. Weicker Jr. (républicain)           |                      | Abraham A. Ribicoff (démocrate)                |                      |                                             |                      |
| 97e (1981-1983)      | Lowell P. Weicker Jr. (républicain)           |                      | Chris Dodd (démocrate)                         |                      |                                             |                      |
| 98e (1983-1985)      | Lowell P. Weicker Jr. (républicain)           |                      | Chris Dodd (démocrate)                         |                      |                                             |                      |
| 99e (1985-1987)      | Lowell P. Weicker Jr. (républicain)           |                      | Chris Dodd (démocrate)                         |                      |                                             |                      |
| 100e (1987-1989)     | Lowell P. Weicker Jr. (républicain)           |                      | Chris Dodd (démocrate)                         |                      |                                             |                      |
|                      | Joseph Lieberman (démocrate puis indépendant) |                      | Chris Dodd (démocrate)                         | 101e (1989-1991)     |                                             |                      |
| 102e (1991-1993)     | Joseph Lieberman (démocrate puis indépendant) |                      | Chris Dodd (démocrate)                         |                      |                                             |                      |
| 103e (1993-1995)     | Joseph Lieberman (démocrate puis indépendant) |                      | Chris Dodd (démocrate)                         |                      |                                             |                      |
| 104e (1995-1997)     | Joseph Lieberman (démocrate puis indépendant) |                      | Chris Dodd (démocrate)                         |                      |                                             |                      |
| 105e (1997-1999)     | Joseph Lieberman (démocrate puis indépendant) |                      | Chris Dodd (démocrate)                         |                      |                                             |                      |
| 106e (1999-2001)     | Joseph Lieberman (démocrate puis indépendant) |                      | Chris Dodd (démocrate)                         |                      |                                             |                      |
| 107e (2001-2003)     | Joseph Lieberman (démocrate puis indépendant) |                      | Chris Dodd (démocrate)                         |                      |                                             |                      |
| 108e (2003-2005)     | Joseph Lieberman (démocrate puis indépendant) |                      | Chris Dodd (démocrate)                         |                      |                                             |                      |
| 109e (2005-2007)     | Joseph Lieberman (démocrate puis indépendant) |                      | Chris Dodd (démocrate)                         |                      |                                             |                      |
|                      | Joseph Lieberman (démocrate puis indépendant) | 110e (2007-2009)     | Chris Dodd (démocrate)                         |                      |                                             |                      |
| 111e (2009-2011)     | Joseph Lieberman (démocrate puis indépendant) |                      | Chris Dodd (démocrate)                         |                      |                                             |                      |
| 112e (2011-2013)     | Joseph Lieberman (démocrate puis indépendant) |                      | Richard Blumenthal (démocrate)                 |                      |                                             |                      |
|                      | Chris Murphy (démocrate)                      |                      | Richard Blumenthal (démocrate)                 | 113e (2013-2015)     |                                             |                      |
| 114e (2015-2017)     | Chris Murphy (démocrate)                      |                      | Richard Blumenthal (démocrate)                 |                      |                                             |                      |
| 115e (2017-2019)     | Chris Murphy (démocrate)                      |                      | Richard Blumenthal (démocrate)                 |                      |                                             |                      |
| 116e (2019-2021)     | Chris Murphy (démocrate)                      |                      | Richard Blumenthal (démocrate)                 |                      |                                             |                      |
| 117e (2021-2023)     | Chris Murphy (démocrate)                      |                      | Richard Blumenthal (démocrate)                 |                      |                                             |                      |
| 118e (2023-2025)     | Chris Murphy (démocrate)                      |                      | Richard Blumenthal (démocrate)                 |                      |                                             |                      |
| 119e (2025-2027)     | Chris Murphy (démocrate)                      |                      | Richard Blumenthal (démocrate)                 |                      |                                             |                      |